# هندرسون استیشن (مینه‌سوتا)
هندرسون استیشن (به انگلیسی: Henderson Station) یک منطقهٔ مسکونی در ایالات متحده آمریکا است که در مینه‌سوتا قرار دارد. هندرسون استیشن ۲۲۷٫۰۸ متر بالاتر از سطح دریا واقع شده‌است.